# Giovanni Valentini (compositore)
Giovanni Valentini (forse Roma, 1750 circa – Napoli, 1804) è stato un compositore italiano.
Studiò sicuramente musica a Napoli e iniziò la sua carriera operistica a Roma nel 1770 con la farsetta La pastorella tradita. Seguirono altri suoi lavori, che vennero rappresentati a Civitavecchia dal 1774 al 1776 e a Firenze e Napoli nel 1777. Dal 1779 al 1786 fu operativo principalmente a Venezia, dove nel 1786 fu nominato maestro di cappella dell'Ospedale dei Derelitti (Ospedaletto); dal 1784 fu anche membro dell'Accademia Filarmonica di Verona. Dopo il 1787 si perdono sue notizie.
Le sue opere più note sono Le nozze in contrasto e La statua matematica, che all'epoca ebbero molto successo e furono messe in scena numerose volte nei teatri italiani e stranieri.

## Lavori
- La pastorella tradita (farsetta, 1770, Roma)
- Ginas (componimento sacro, libretto di Pietro Metastasio, 1774, Civitavecchia)
- Il gionata (componimento sacro, 1775, Civitavecchia)
- La madre de Maccabei (componimento sacro, 1776, Civitavecchia)
- Tama Kouli-kna nell'India (dramma per musica, 1777, Firenze)
- La disfatta di Dario (duetto e varie arie) (in collaborazione con Giovanni Paisiello, 1777, Napoli)
- Cantata a tre voci (1777, Napoli)
- Le nozze in contrasto (dramma giocoso, libretto di Giovanni Bertati, 1779, Venezia)
- L'isola della luna (dramma giocoso, libretto di A. Piazza, 1780, Venezia)
- La statua matematica (dramma giocoso, libretto di Giovanni Bertati, 1780. Venezia)
- Rosina consolata ossia L'innocenza protetta (intermezzo, libretto di Pier Antonio Bagliacca, 1781, Venezia)
- I castellani burlati (dramma giocoso, libretto di Filippo Livigni, 1785, Venezia)
- Grande Balthassar convivium (actio sacra, 1785, Venezia)
- La Quakera spiritosa (dramma giocoso, libretto di Giuseppe Palomba, 1786, Venezia)
- Jephte galladites (actio sacra, 1786, Venezia)
- Moyses de Horeb revertens (actio sacra, 1786, Venezia)
- Solemne Saulis votum (action sacra, 1786, Venezia)
- Il capriccio drammatico (dramma giocoso, libretto di Giovanni Bertati, 1787, Venezia)